# ФАП
Фабрика аутомобила Прибој (ФАП) је произвођач моторних возила који се налази у Прибоју, Србија. Фабрика аутомобила Прибој производи аутобусе, приколице и камионе.

## Историја компаније
ФАП Прибој основан је као државно-привредно предузеће уделом владе ФНР Југославије 1953. године. Данас ова организација послује као мешовито деоничарско друштво. У новембру 1990. године, ФАП је ушао у нову фазу развоја власничке трансформације. Процес власничке трансформације капитала имао је за циљ да ФАП-у омогући интензивнији развој. У даљем процесу власничка трансформација требало је да омогући овој радној организацији и адекватније место на домаћем и светском тржишту, увођење новог асортимана производа, подизање услова производње на виши ниво и да обезбеди знатно виши стандард запослених како у ФАП-у, тако и у општини. Догађаји који су уследили скоро у потпуности су ове процесе зауставили.

## Делови компаније
Поред матичног, ФАП је основао и четири ДОО-друштва са ограниченом одговорношћу: ДОО „Ливница са надоградњом” Пријепоље, ДОО „Аутоделови” Рудо, ДОО „Лим” Прибој и ДОО „Стан” Прибој. У перспективи било је планирано проширење капацитета за производњу транспортних средстава на ниво СР Југославије. Догађаји који су уследили овај план су осујетили. Основни циљ корпорације ФАП-а је повезивање и обједињавање свих значајних учесника у производњи виталних делова и агрегата за привредна возила у Југославији. Оваква оријентација, заснивала би се на заједничким пројектима и удруженом капиталу.
Сва поменута ДОО-друштва више нису у склопу ФАП-а већ су угашена или приватизована.

## Производња
Већ у првој деценији рада ФАП израста у највећег произвођача тешких привредних возила и аутобуса на Балкану. Садашњи технолошко-технички ниво свих капацитета омогућава годишњу производњу од 15.000 возила. За четрдесет година постојања ФАП је произвео укупно 147.831 возило. Крајем осамдесетих година представљао је преломни период у домену обима производње. На рачун квантитета растао је и квалитет, јер је осавремењен производни програм и повећана производња возила већих тежинских категорија. Са производне линије ФАП-а силазила су возила, шасије, сандучари, кипери, тегљачи, али и фургони, цистерне, силоси, комунална возила итд. Данас је у погону око 80.000 ФАП-ових возила на домаћем тржишту и око 70.000 на иностраном. На путевима Русије, Бугарске, Данске, Грчке, Пољске, Румуније, Ирака, Ирана, Чешке, Словачке, Кине, Египта, Сирије и Саудијске Арабије могу се срести возила марке ФАП.

## Криза ФАП-а
И поред остварених резултата ФАП је и после 1992. године, као и целокупна наша привреда ушао у кризу. Од некада 7.000 запослених у овој фабрици данас је у производњи ангажовано свега око 300 радника. Овај гигант је некада производио 30-40 возила дневно, а сада је то месечна производња. И поред свега, неки видови опоравка могу се назрети. У првој половини 1997. године производња је утростручена. Рат у непосредном окружењу и економске санкције условили су парализу свих прибојских колектива. Практично када стане ФАП, онда долази до парализе скоро комплетне прибојске индустрије. Основи циљ свих запослених у ФАП-у био је да се сачува фабрика и да се ограниченом производњом створе услови да се преживи. Избијањем рата на простору бивше Југославије прекинута је сарадња са кооперативним фабрикама у БиХ, Хрватској и Словенији. Поред домаћих недаћа, ступањем на снагу економских санкција прекинута је сарадња са Мерцедесом. Током 1997. године сарадња је настављена, али још увек само у комерцијалном облику. У овом изузетно тешком периоду за ФАП није дошло до осипања уско стручног кадра. Из радне организације су углавном одлазили правници и економисти. У периоду 1992—1997. године, ФАП је проширио асортиман производње, а све са циљем одржања произведеног процеса.
Влада Републике Србије омогућила је ФАП-у кредит од 1.000.000 немачких марака, за опоравак колектива. Међутим, та сума није била довољна за овакав гигант, јер је неопходна преоријентација производње. Стручњаци ФАПа сматрају да је у новонасталим условима, колективу потребно око 2.000 радника. Тај ниво запослености омогућио би годишњу производњу од 1.500 возила, што представља реалност овог колектива и овакав ниво производње има услове да се пласира на тржишту. Оваква оријентација ФАП-а изазива несигурност код радника, јер намеће потребу исељавања пре свега због изналажења новог запослења. У сваком случају, то није у интересу ни ФАП-а ни Прибоја, јер треба наћи начина да се заустави процес исељавања градског становништва зато што је брдско-планинско подручје скоро испражњено.
Дана 30. октобра 2013. године радници су започели вишедневни штрајк блокирајући пругу Београд-Бар и магистрални пут кроз Прибој. Циљ штрајка био је проналажење решења за ФАП, излазак из дугогодишње кризе и исплата заосталих зарада. Штрајк је прекинут доласком Премијера Србије Александра Вучића у фабрику и обећање о доласку новог стратешког партнера.
Јуна 2014. године Влада Србије је потписала меморандум о разумевању са финском фабриком СИСУ, о производњи њиховог модела специјалног камиона СИСУ Полар. Међутим, до реализације уговора никада није дошло.

## Планови
Од првог јуна 2016. године ФАП улази у Унапред припремљени план реорганизације (УППР) који има за циљ да предузеће направи профитабилним и евентуално преусмери његову основну делатност. Свих 650 радника је добровољно напустило предузеће уз отпремнину и у наредних 6 месеци биће ангажовани само по потреби.
Тренутно се преговара о оснивању конзорцијума који ће чинити ФАП, Застава камиони и 14. октобар, а основна делатност ће им бити војна индустрија.
Фабриком тренутно управља надзорни одбор Војске Србије и Министарства одбране а производња је заснована на наменским возилима као и ремонтом возних средстава војне намене.

## Занимљивости
- За потребе експедиције "Путевима света - Сибирјаки 2", 1994/95. године адаптиран је камион ФАП 2026, чију је сафари кабину израдио Икарбус. Експедиција је трајала 193 дана и обухватала је трасу: Београд - Москва - Улан Батор - Пекинг - Далијан и назад до Београда. Пређено је преко 38 000 километара у најтежим зимским ванпутним условима. Снимљено је укупно 9 получасовних епизода које су емитоване на РТС.
- Током 80-их година 20. века компанија ПИК "Беље" учествовала је на ФИА Европском првенству у тркама камиона у Мађарској и Шпанији са возилом ФАП 1626 ВБДТ, за чијим воланом је био Владо Чугаљ, тадашњи радник предузећа. Због лоших финансијских прилика тим ПИК "Беље" није имао запажених резултата на такмичењима али ће остати запажени као једини тим који је своје возило после такмичења вратио у експлоатацију.

## Модели

### Модели произвођени од 1953 до 1970.

#### Камиони
- ФАП 4Г
- ФАП 6Г
- ФАП 7ГВ1
- ФАП 13
- ФАП 10Б
- ФАП 15Б
- ФАП 18Б
- ФАП 22Б

### Модели произвођени од 1970 до 1993.

#### Камиони
- ФАП 13 (1414)
- ФАП 15B (1516, 1520)
- фАП 18B (1820, 1920)
- ФАП 2220
- Мерцедес-Бенц ЛП 1113 — монтажа
- Мерцедес-Бенц ЛП 2224 — монтажа
- Мерцедес-Бенц НГ 1213 — лиценца (1214)
- ФАП 1616
- ФАП 1620
- ФАП 1621
- ФАП 1626
- ФАП 1632
- ФАП 1921
- ФАП 1926
- ФАП 2226
- ФАП 2228
- ФАП 2229
- ФАП 2232
- ФАП 2626
- ФАП 2628
- ФАП 2629
- ФАП 2632
- ФАП 1013 (1017)
- ФАП 1317
- ФАП 1417
- ФАП 1935
- ФАП 2235
- ФАП 2635
- ФАП 3035
- ФАП 3235

#### Специјална возила
- 2220
- 2026
- 2832
- 3232
- 3040

### Камиони произвођени од 1993 до данас
| - 1213 - 1417 - 1418 - 1921 - 2021РБК - 2022РБК - 2023РБК - 2021РБСК - 2022РБСК - 2023РБСК - 2628РБК - 2634РБК - 2635РБК - 2635РБКМ - 2640РБК - 3234РБК - 3234РБКМ - 4140БКМ | - 1213 - 1315 - 1317 - 1318 - 1620 - 1621 - 1627 - 1721 - 1823 - 1824 - 1828 - 1829 - 2235 | - A-537 - A-637 - A-777 - 403 RHD - 404 RHD - Midibus - 559.4 | - 1317 - 1835РБДТ - 1840РБДТ - 1842РБДТ - 2635РБДТ - 2642РБДТ | - 1118 - 2228 - 3240 - 3040 |

## Галерија
- Аутобус ФАП А537.5
- Ватрогасни ФАП 1314
- ФАП 1616 Б
- ФАП 1620 БД
- ФАП 1620 БДТ
- ФАП 2235 ВБД
- Кипер ФАП 1921 РБК
- ФАП 2022 РБК